# Cattedrale di Ciudad Rodrigo
La cattedrale di Santa Maria (in spagnolo: catedral de Santa María) è il principale luogo di culto del comune di Ciudad Rodrigo, in Spagna, sede vescovile dell'omonima diocesi.

## Storia
La costruzione del tempio iniziò nel 1168, durante il regno di Ferdinando II di León, e lo stile utilizzato fu quello dell'epoca, cioè il romanico. I lavori terminarono due secoli dopo e, nel frattempo, lo stile cambiò e divenne gotico.
La cattedrale è stata dichiarata monumento nazionale spagnolo nel 1889.

## Arte

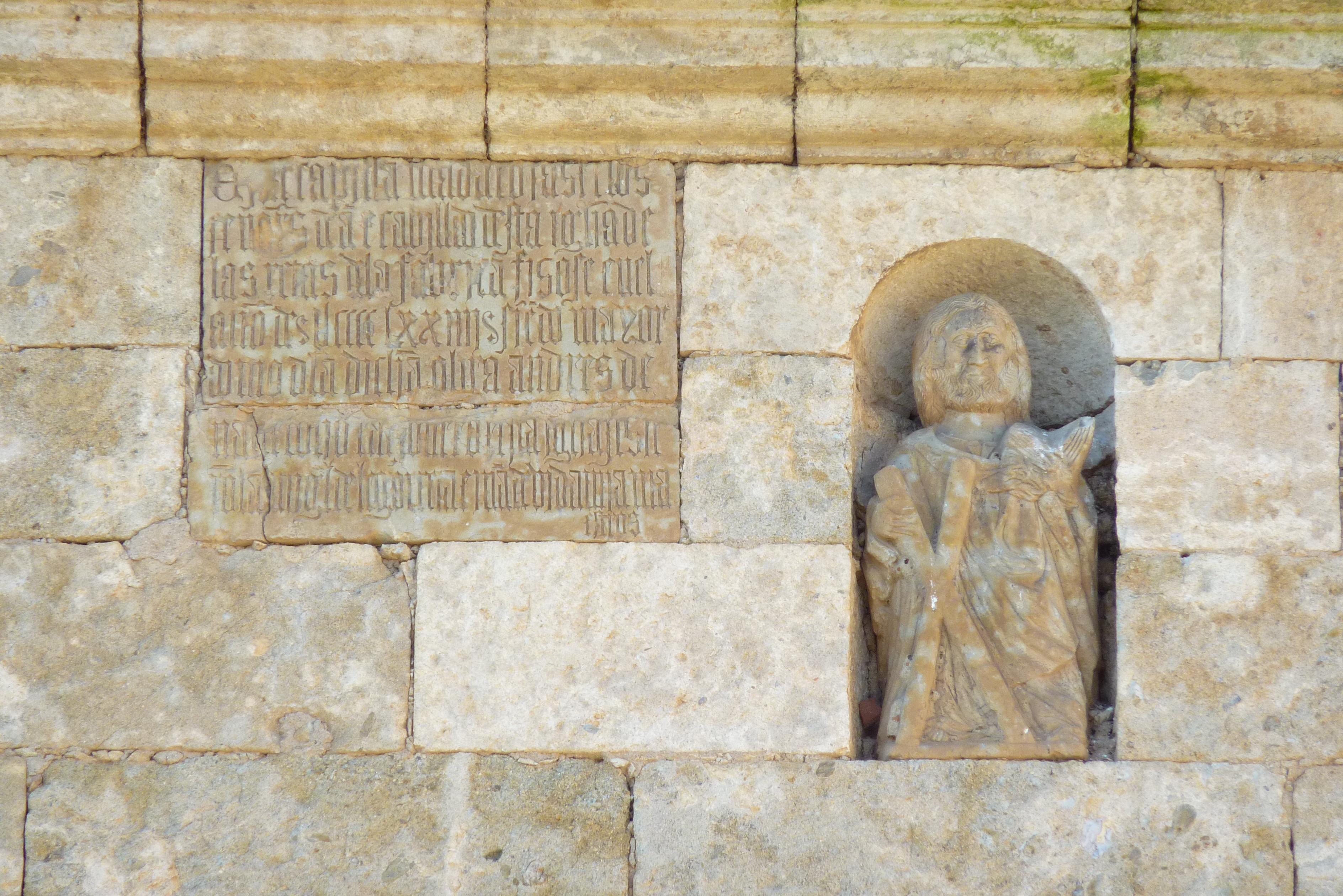
Statua in una nicchia del muro perimetrale

La pianta presenta croce latina con tre absidi e tre navate. Nel coro sono ubicati due organi.